# Palmicultor palmarum
Palmicultor palmarum är en insektsart som först beskrevs av Edward MacFarlane Ehrhorn 1916.
Palmicultor palmarum ingår i släktet Palmicultor och familjen ullsköldlöss. Inga underarter finns listade i Catalogue of Life.